# Domingo García-Sabell Rivas
Domingo García-Sabell Rivas (Santiago de Compostel·la, 9 d'octubre de 1909 - La Corunya, 5 d'agost de 2003) fou un metge, polític i intel·lectual gallec. Era fill d'un procurador en tribunals, estudià medicina a Santiago i a Madrid. Allí fou membre de la Federación Universitaria Escolar (FUE), onde coincidí ambn Rafael Dieste, Carlos Maside, Ánxel Fole i Lois Seoane. Com a intel·lectual i metge conegué i va fer amistat amb personatges com Castelao, Novoa Santos, Miguel de Unamuno, Valle-Inclán o Gonzalo Torrente Ballester, de qui en fou metge. El 1936 s'afilià al Partit galleguista, raó per la qual en començar la guerra civil espanyola fou internat un temps en el camp de concentració de Labacolla.
En acabar la guerra fou depurat i hagué de dedicar-se a la medicina privada. Contactà amb el galleguisme cultural i el 1950 va dirigir l'Editorial Galaxia amb Ramon Piñeiro. La seva filla gran fou la primera esposa de Xosé Manuel Beiras. A les eleccions generals espanyoles de 1977 fou elegit senador per designació reial i formà part de l'Agrupación Independiente. Del 1979 al 1997 fou president de la Reial Acadèmia Gallega i delegat del govern a Galícia del 1981 al 1996. Va traduir al gallec a Martin Heidegger i James Joyce.

## Obres
- Ensayos I (1962)
- Notas para una antropología del hombre gallego (1966)
- Pintura como comunicación (1971)
- Tres síntomas de Europa (1972)
- Ensayos II (1976)
- Os gromos do pensamento (1996)
- Libros dos comentos (1996)

## Premis i reconeixements
- Premi de periodisme Fernández Latorre (1998), atorgat per La Voz de Galicia[1]